# Kitty, Daisy & Lewis
Kitty, Daisy & Lewis er en trio fra Storbritannien, der består af de tre søskende Kitty Durham, Daisy Durham og Lewis Durham.

## Diskografi
- A–Z of Kitty, Daisy & Lewis: The Roots of Rock 'n' Roll (2007, compilation album featuring one song by the trio)
- Kitty, Daisy & Lewis (2008, Sunday Best) UK No. 149[1]
- Kitty, Daisy & Lewis (2009, DH Records, US only)
- Smoking in Heaven (2011) UK No. 145,[2] AUS No. 96[3]
- The Third (2015) AUS No. 82[4]
- Superscope (2017)